# 흰배윗수염박쥐
흰배윗수염박쥐 (Myotis bombinus)는 애기박쥐과 윗수염박쥐속에 속하는 박쥐이다.